# Hans Bjerrum
Hans Adolf Bjerrum (8. rujna 1899. — 10. svibnja 1979.) je bivši danski hokejaš na travi.
Osvojio je srebrno odličje na hokejaškom turniru na Olimpijskim igrama 1920. u Antwerpenu (Anversu) igrajući za Dansku. 

## Vanjske poveznice
- Profil na Database Olympics
- Profil na Sports Reference.com  Arhivirana inačica izvorne stranice od 15. prosinca 2012. (Wayback Machine)